# Yörüks
Els yörüks o yürüks (singular yörük o yürük, grec: Γιουρούκοι, búlgar: юруци, eslau macedoni: Јуруци) és el nom turc donat als nòmades criadors de bestiar de l'Imperi Otomà; la majoria serien d'origen oghuz i es van establir a Anatòlia i algunes parts dels Balcans. El nom deriva del verb turc yörü- (yürümek en infinitiu), que vol dir "caminar", i yörük vol dir "els que caminen" o "caminants". Els seus descendents a Grècia i Bulgària serien coneguts com a karakatxans o sarakastani, tot i que a vegades aquestos es presenten com un grup ètnic nadiu establert des del Neolític a les regions dels Balcans on encara viuen i es consideren diferents dels yörüks de Turquia.